# 東光寺 (中野区)
東光寺（とうこうじ）は、東京都中野区にある真言宗豊山派の寺院。

## 概要
創建年代は不明である。ただ1933年（昭和8年）の本堂改築の際に、「元禄三年五月八日三世満盛建之」と書かれた棟札が発見されており、江戸時代初期の創建と推測される。
戦後の精神的混乱を憂えて、幼稚園｢ひかり幼稚園｣を設立している。

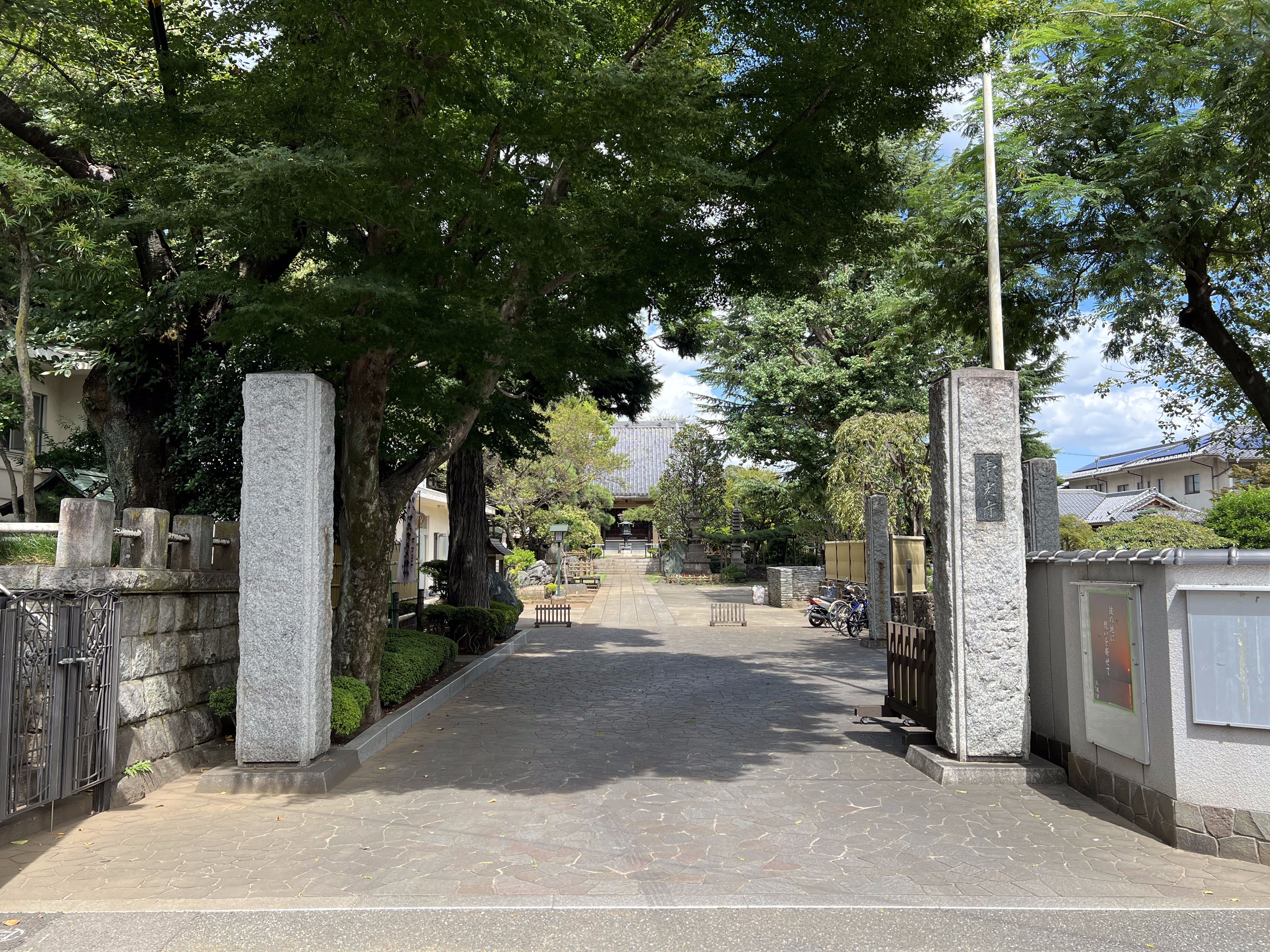
入口

## 櫻ヶ池不動院

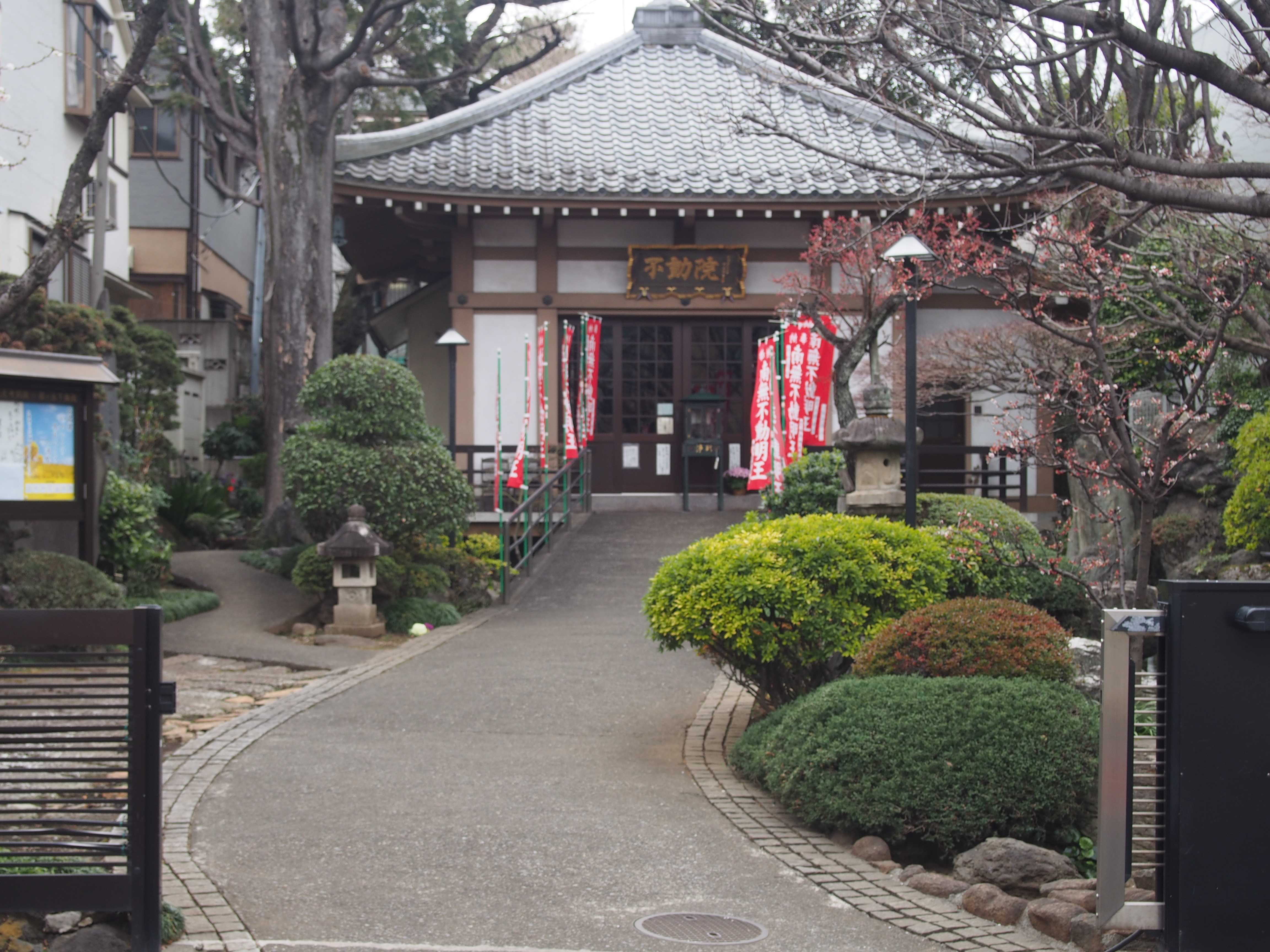
櫻ヶ池不動院

櫻ヶ池不動院は、近隣にある東光寺の別院である。創建年代は不明であるが、当地は昔より清水が湧き出て、いつしか不動明王が祀られるようになった。江戸時代中期には当地には榛名、大山、武州御嶽、三峯の四講が存在し、講中の代参者は当地で禊清めたといわれている。その他雨乞いの行事や子どもの遊び場として地域住人に親しまれてきた。長年、当地の住人により護持されてきたが、1987年当寺院の別院になった。

## 交通アクセス
- 西武新宿線新井薬師駅より徒歩7分。